# Katano
Katano (交野市?) è una città giapponese della prefettura di Ōsaka.